# براتمیلووتسه
براتمیلووتسه (به صربی: Bratmilovce) یک منطقهٔ مسکونی در صربستان است که در لسکواس واقع شده‌است. براتمیلووتسه ۳٬۵۳۱ نفر جمعیت دارد.